# Danuria obscuripennis
Danuria obscuripennis är en bönsyrseart som beskrevs av Lucien Chopard 1914. Danuria obscuripennis ingår i släktet Danuria och familjen Mantidae. Inga underarter finns listade i Catalogue of Life.